# Liestal (distrikt)
Liestal är ett distrikt i halvkantonen Basel-Landschaft i Schweiz. Huvudort är Liestal. Distriktet hade 61 514 invånare (2020).

## Geografi

### Indelning
Distriktet Liestal är indelat i 14 kommuner:
| Vapen       | Namn        | Invånare 2023-12-31 | Yta i km² |
| ----------- | ----------- | ------------------- | --------- |
| Arisdorf    | Arisdorf    | 1 706               | 10,00     |
| Augst       | Augst       | 1 090               | 1,65      |
| Bubendorf   | Bubendorf   | 4 509               | 10,80     |
| Frenkendorf | Frenkendorf | 6 623               | 4,59      |
| Füllinsdorf | Füllinsdorf | 4 700               | 4,62      |
| Giebenach   | Giebenach   | 1 121               | 1,34      |
| Hersberg    | Hersberg    | 391                 | 1,66      |
| Lausen      | Lausen      | 5 828               | 5,57      |
| Liestal     | Liestal     | 15 834              | 18,18     |
| Lupsingen   | Lupsingen   | 1 509               | 3,11      |
| Pratteln    | Pratteln    | 16 566              | 10,71     |
| Ramlinsburg | Ramlinsburg | 734                 | 2,25      |
| Seltisberg  | Seltisberg  | 1 318               | 3,56      |
| Ziefen      | Ziefen      | 1 668               | 7,82      |